# Czikuraczki
Czikuraczki (ros. Чикурачки; 1816 m n.p.m.) – czynny wulkan na wyspie Paramuszyr w archipelagu Wysp Kurylskich w Rosji. Najwyższy punkt jego kaldery jest jednocześnie najwyższym wzniesieniem całej wyspy.

## Położenie
Leży w południowej części wyspy, na północnym krańcu Grzbietu Karpińskiego, w odległości ok. 70 km od Siewiero-Kurilska.

## Charakterystyka
Złożony stratowulkan, prawidłowy stożek główny z kraterem o średnicy ok. 450 m zbudowany jest z bazaltów i andezytów. Jego wiek określa się na 40–50 tys. lat.
Stoki u podnóży porośnięte częściowo sosną karłową i olszą zieloną, w wyższych partiach mchami i porostami, w najwyższych nagie.
Strumienie lawy spływają głównie w kierunku północno-zachodnim. Docierając do brzegu morza tworzą niezbyt rozległe pola lawowe. Specyficzną cechą wulkanu Czikuraczki są „suche” erupcje: z krateru nie wypływa lawa, wydobywa się jedynie słup dymu i popiołu. W okresach między erupcjami funkcjonuje jak słabo aktywna fumarola.

## Znane erupcje
Jeden z najbardziej aktywnych wulkanów Wysp Kurylskich. Najstarszą erupcję, określoną na podstawie badań, usytuowano ok. 9360 r. p.n.e. Najstarsza znana i potwierdzona erupcja w czasach historycznych miała miejsce w 1853 r., kolejne w latach 1854–1859, 1958, 1961, 1964, 1973, 1986, 2002, 2003, 2005, 2007, 2008, 2015, 2016.